# The Videos 86–98
The Videos 86>98 – album wideo Depeche Mode wydany w 28 września 1998 roku zawierający teledyski zespołu z lat 1986-1998. Jest odpowiednikiem składanki The Singles 86>98.
Nagrania w Polsce uzyskały certyfikat złotej płyty DVD.
Cechy wydania DMDVD2:
- 2xDVD (1xDVD9. 1xDVD5.) z 2002 r.;
- DVD Video;
- DVD region 2-6;
- Audio DD 2.0;
- Video: 4:3;
- Wydawca: Mute Records.

Zawartość płyt:
- Dysk 1:
  - 01. Interview with Depeche Mode
  - 02. Stripped
  - 03. A Question of Lust
  - 04. A Question of Time
  - 05. Strangelove
  - 06. Never Let Me Down Again
  - 07. Behind the Wheel
  - 08. Litle 15
  - 09. Everything Counts (Live)
  - 10. Personal Jesus
  - 11. Enjoy the Silence
  - 12. Policy of Truth
  - 13. World in My Eyes
  - 14. I Feel You
  - 15. Walking in My Shoes
  - 16. Condemnation (Live)
  - 17. In Your Room
  - 18. Barrel of a Gun+
  - 19. Its No Good+
  - 20. Home+
  - 21. Useless+
  - 22. Only When I Lose Myself+
  - 23. Depeche Mode - A Short Film

(+ utwory bez udziału Alana Wildera)
Czas całkowity: 126 min.
- Dysk 2:
  - 01. But Not Tonight (From the Film 'Modern Girls')
  - 02. Strangelove '88 (US Version)
  - 03. One Caress (US Video)
  - 04. Condemnation (Paris Mix)
  - 3 Short Films:
    - 01. Violator 13/11/90
    - 02. Songs of Faith & Devotion 27/01/93
    - 03. Ultra 26/02/97

Czas całkowity: 87 min.